# Преображение Господне (Кондороби)
„Свето Преображение Господне“ (на гръцки: Ναός Μεταμορφώσεως του Σωτήρος) е средновековна православна църква в развалини, разположена край костурското село Кондороби (Метаморфоси), Егейска Македония, Гърция.

## Местоположение
Църквата е разположена на малък хълм, съвсем близо до североизточния бряг на Костурското езеро между селата Тихолища (Тихио), Личища (Поликарпи) и Кондороби.

## Описание
Храмът, който е запазен в развалини, е триконхална, еднокорабна крайпътна църква с купол. Около храма са открити следи от основи от килии и други постройки, което води до заключението, че на това място е действал манастир. Опит за пресъздаване на паметника е направен от професор Николаос Муцопулос. Материалите и начинът на изработка на паметника, пълната липса на керамична украса и чисто каменната му зидария, хронологически поставят храма във втората половина на VIII или първата половина на IX век. Храмът е известен с акустиката си. Църквата има същия архитектурен модел като костурската „Света Богородица Кубелидики“.
В 1962 година църквата е обявена за паметник на културата.